# マジャーロサウルス
マジャーロサウルス（学名：Magyarosaurus）は、後期白亜紀マーストリヒチアン前期のルーマニアに生息した、島嶼矮化した竜脚下目の恐竜の属。知られている中で成体が最小の竜脚類の1つで、全長は6メートルにすぎない。模式種マジャーロサウルス・ダクスのみが確かな種である。2005年の研究で、ティタノサウルス類のサルタサウルス科に属するラペトサウルスに最も近縁であることが判明した。

## 記載

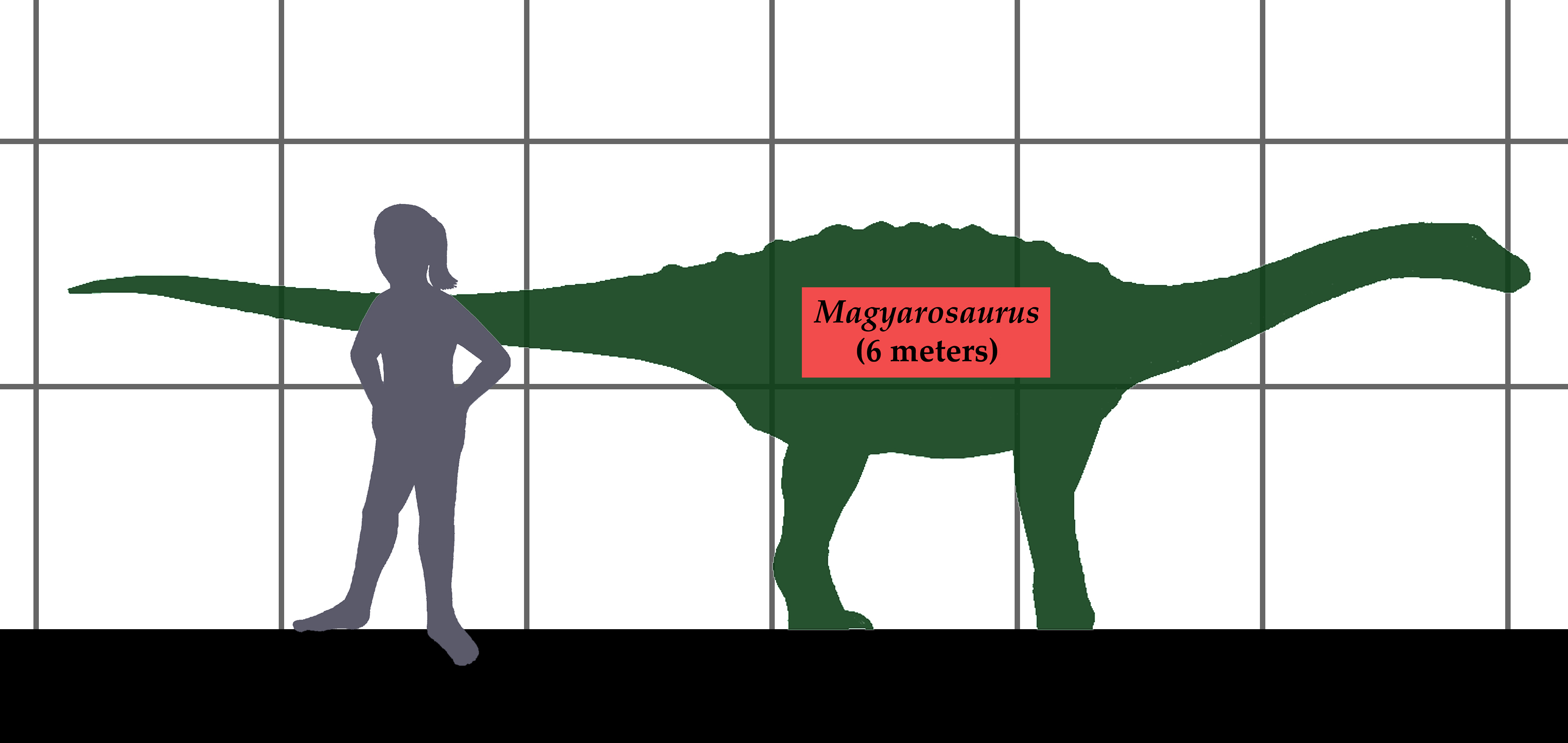
ヒトとの大きさ比較

マジャーロサウルスは体重1.1トンと推定され、奇妙な真皮の装甲を身に纏っていた。カリー・ロジャースにより推定された全長は6メートル。2010年にグレゴリー・ポールは等しい全長で体重1トンという低い推定をした。
2010年のステインらの研究ではマジャーロサウルスの近縁種は小型化していないことが判明した。これは、マジャーロサウルスが属する分類群において体躯の小ささは明確な固有派生形質であることを示している。
尾椎の遠位端は Codrea らが2008年に言及した。移り変わりの特徴からこの尾椎は尾の中央に近い部位である可能性が高い。完全に埋没する以前に神経弓は破損しており、これは椎骨が本来の位置から移動したためと推測されている。椎体は長く、105センチメートルに達した。椎骨に繋がっていたとみられる両側は大きく損傷を受けた。この尾椎が発見された地域で他に竜脚類が発見されていないこと、中間的な形態ゆえに2つの椎骨の間に位置していたことに基づいてマジャーロサウルスに割り当てられている。

## 発見

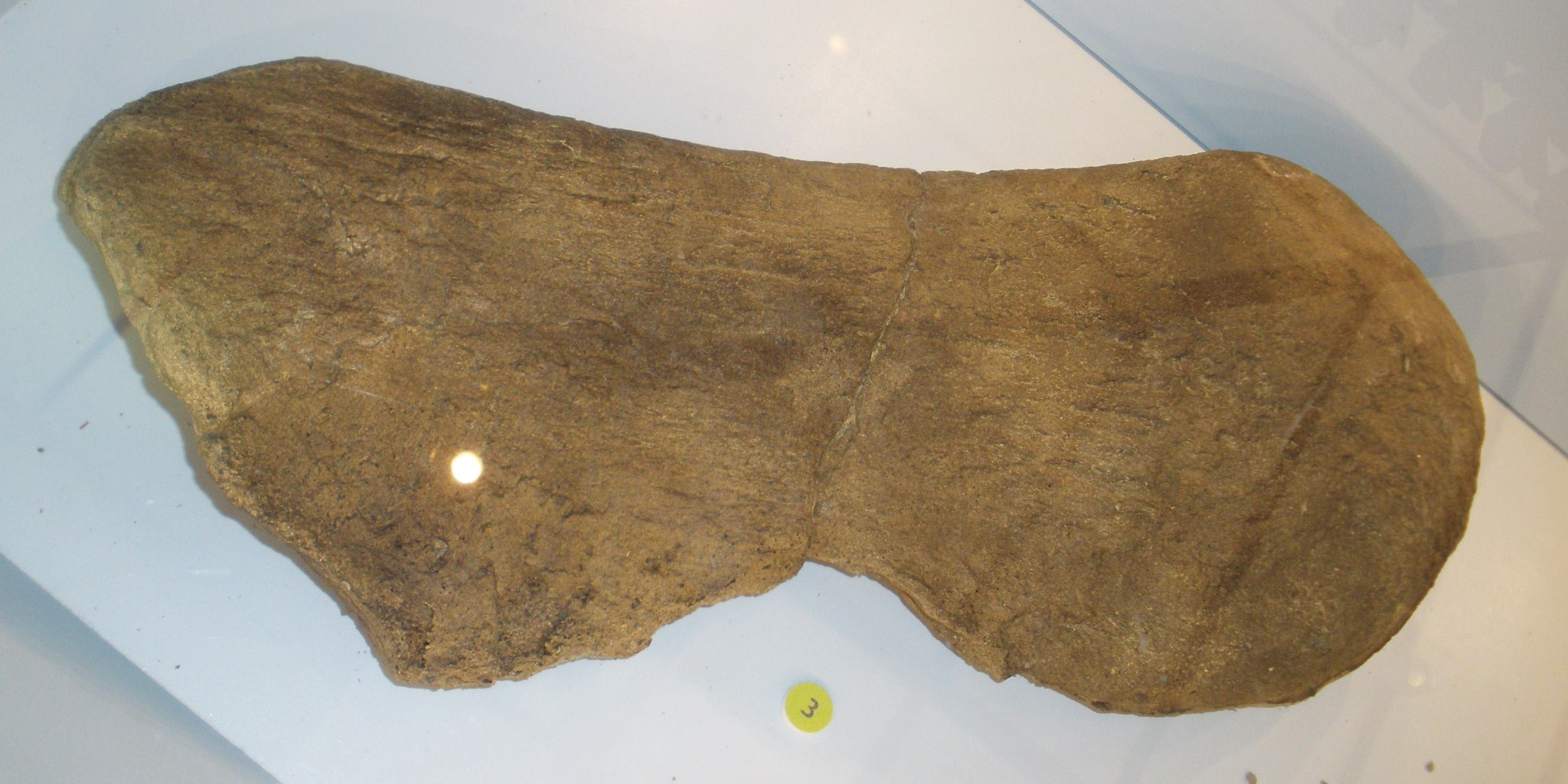
種不明のマジャーロサウルスの肩甲骨

マジャーロサウルスは、発見当時はハンガリーの領土であったが現在はルーマニア西部となっているフネドアラ地方 Sânpetru 層から、少なくとも10個体に属する遺骸が発見された。元々はティタノサウルス・ダクスとして1915年にFranz Nopcsa von Felső-Szilvásにより命名されており、種小名は2000年前にその地域で生活していたダキア人にちなむ。Nopcsa は1895年からこの地域化石を収集していた。その後フリードリヒ・フォン・ヒューネは1932年に本種をマジャーロサウルス・ダクスへ改名し、同年に他の2つの種マジャーロサウルス・ハンガリクスおよびマジャーロサウルス・トランシルバニクスを命名した。より大型で希少なマジャーロサウルス・ハンガリクスは別の属を代表する可能性がある。ホロタイプ BMNH R.3861a は一連の椎骨からなる。数多くの他の骨が発見されており、その構成要素は主に尾椎であるが胴椎や付属肢骨格の要素も含まれている。なお、頭骨部位は発見されていない。マジャーロサウルスに割り当てられている14個の卵化石も発見されている。

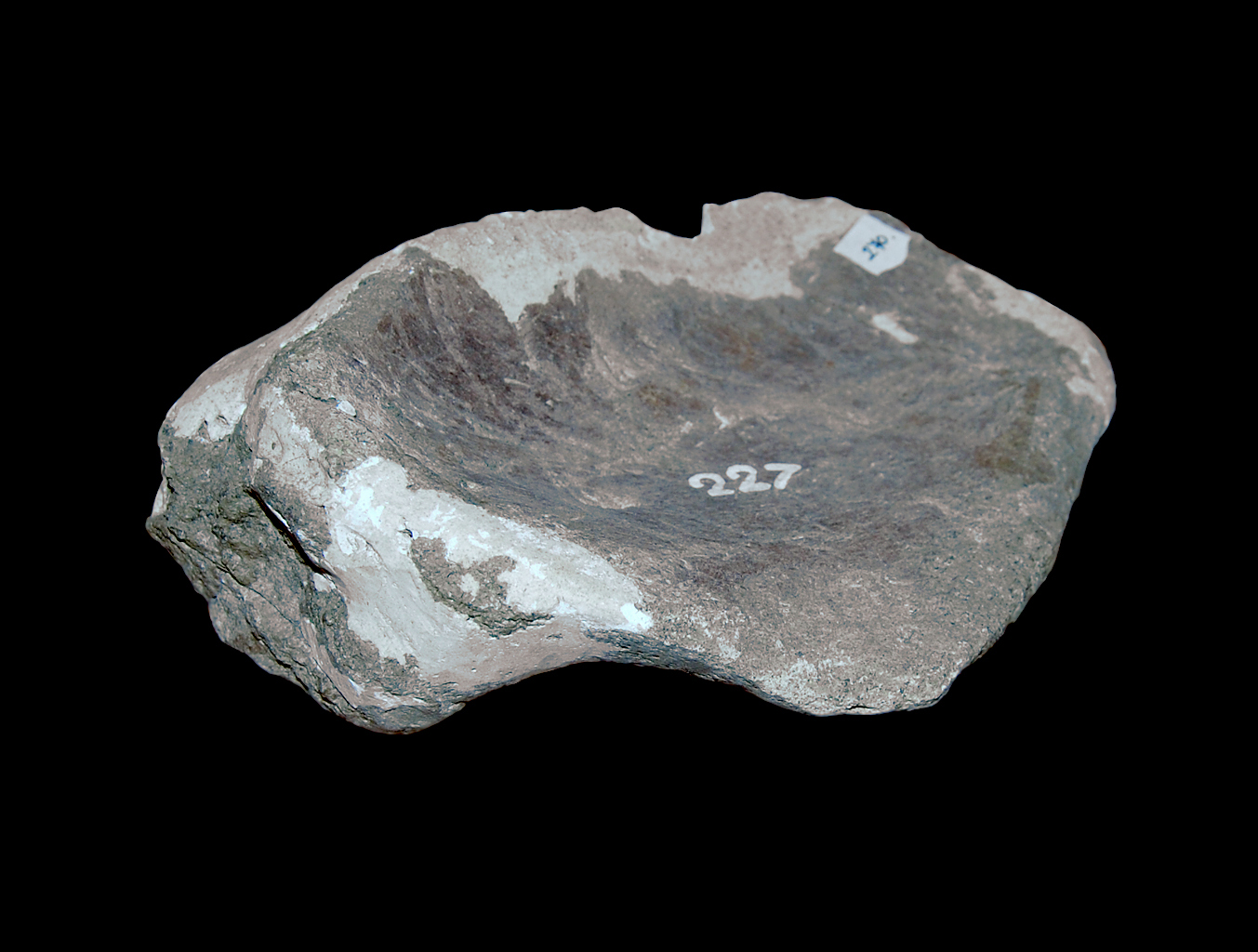
烏口骨

1969年からは、Transylvanian 盆地の南側、セベシュの近くの Râpa Roșie で古生物学調査が行われた。調査の初期段階から化石は報告されており、Codrea と Dica が2005年に行った調査に基づくとこの地域は後期白亜紀マーストリヒチアンから新第三紀中新世にあたる。ここで発見された希少な化石には脊椎動物のものがあり、うち1つは竜脚類の尾椎である。Râpa Roșie での研究に参加した古生物学者は、この標本がルーマニアのマーストリヒチアン階から報告された唯一の竜脚類の属であると意見し、マジャーロサウルスとして記載した。

## 古生物学

### 島嶼矮化
マジャーロサウルスは、限られた食糧供給と捕食者の不在といった小型の体格が有利となる選択圧の結果として、生息地とした島で島嶼矮化を遂げることとなった。これは鳥脚類のラブドドンやノドサウルス科のストルティオサウルスといった当時生息していた多くの恐竜にも見られるものであり、Nopcsa はマジャーロサウルスが他の竜脚類と比較して小さいことを初めて説明する際に島嶼矮化を提案した。後の研究者は彼の結論を疑って既知のマジャーロサウルスの化石を幼体のものと主張したが、2010年に発表された骨の成長パターンについての詳細な研究は Nopcsa の元々の仮説を支持しており、マジャーロサウルスが成体であることが示されていた。島嶼矮化に関連して、孤立した属が原始的な特徴を保持していることが指摘されている。

### 組織学

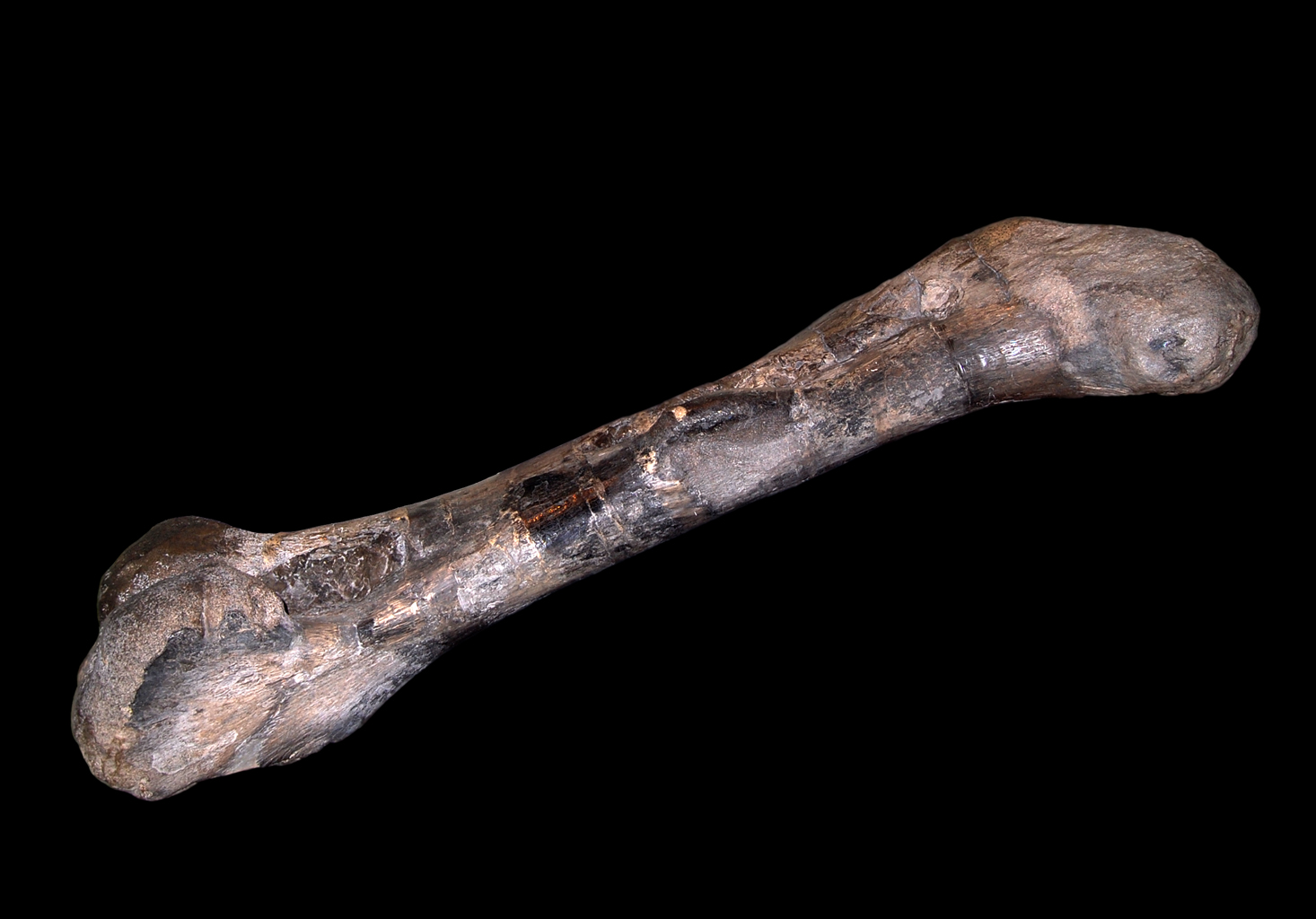
肢骨

2010年に Koen Stein らはマジャーロサウルスの組織学を研究し、最小の個体でさえ成体であるらしいことが判明した。また、マジャーロサウルス・トランシルバニクスとマジャーロサウルス・ハンガリクスがマジャーロサウルス・ダクスのジュニアシノニムである可能性が高いことも発見したが、マジャーロサウルス・ハンガリクスは小さい標本の個体差とするには余りに大きすぎる標本であった。マジャーロサウルスの組織から、成長率は低いが代謝率が高いことが示された。

### 鎧
ルーマニアのハツェグ盆地 Sînpetru 村に近い La Cãrare 産出地からは皮骨板が発見されており、マジャーロサウルス・ダクスのものとされている。これにより、これら後期白亜紀の竜脚類には広く皮骨板が備わっていたことが示されている。皮骨板は特異的な形状と大きさをしており、胚の皮骨板からマジャーロサウルスとされるネメグトサウルス科の卵化石も存在する。

### 卵

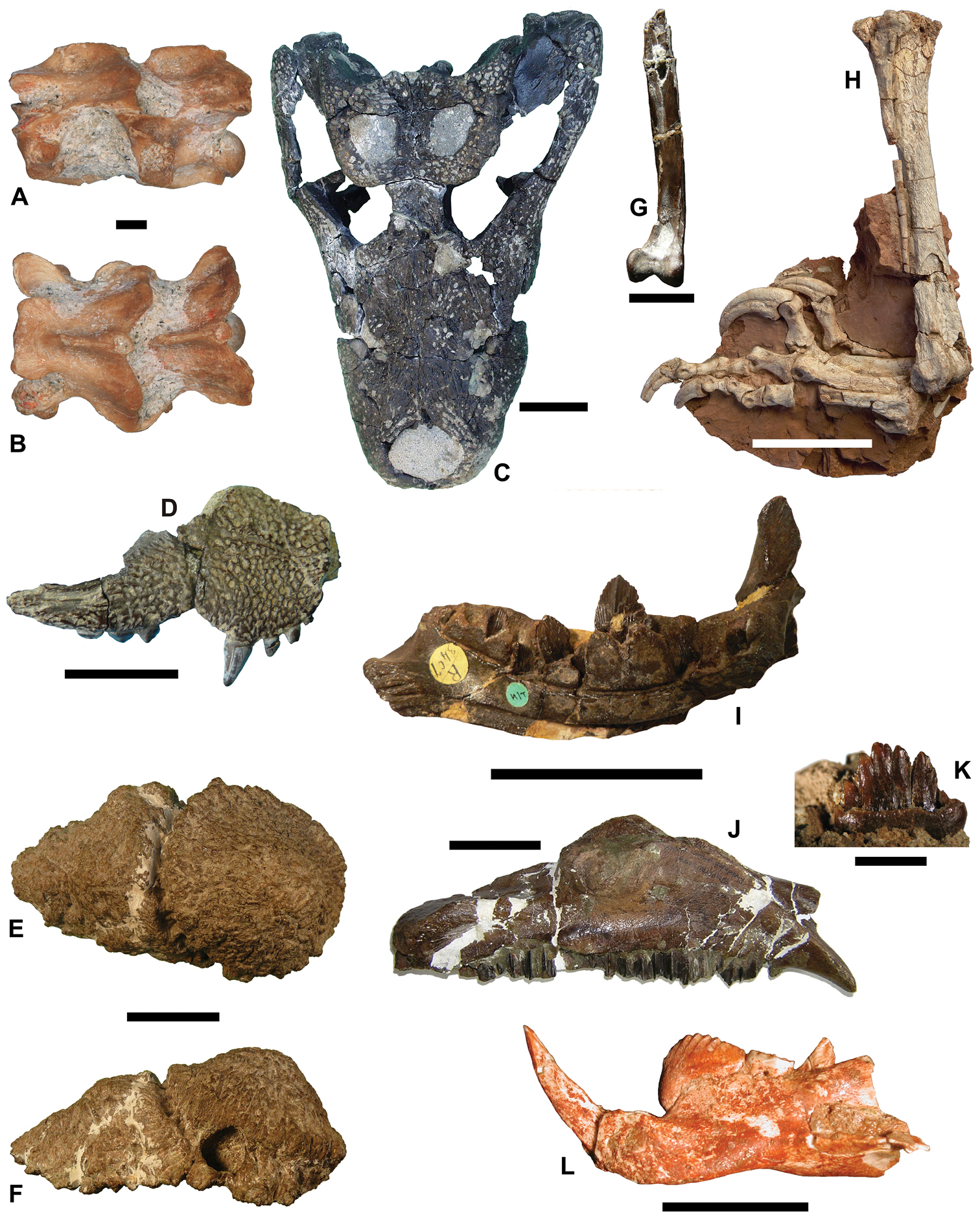
白亜紀後期のルーマニアから出土した化石。E - Fがマジャーロサウルス

Lithostrotia の卵がネメグトサウルス科に割り当てられている。卵はおそらくマジャーロサウルス・ダクスあるいはパルディティタンのものであり、前者である可能性が高い。ハツェグ盆地は白亜紀後期にあたる巨大な場所であり、ティタノサウルス類やハドロサウルス科が産出する。11個の卵がネメグトサウルス科に割り当てられており、全て Sânpetru 層から出土したものである。胚が卵の内部に保存されており、前述の皮骨板の証拠を示す卵も1つ発見されている。

## 古生態系
マーストリヒチアン前期の間、ハツェグ島は半湿潤で季節的な降雨もあった。しかしながら層の後半の時代では大規模な古環境変動が起こり、この地域は広大な湿地へ遷移した。
マジャーロサウルス・ダクスはルーマニアのハツェグ盆地の一部 Sânpetru 層のマーストリヒチアン前期から知られている。ハツェグ盆地に由来する動物には小型の基盤的ハドロサウルス科のテルマトサウルス、小型のノドサウルス科のストルティオサウルス、鳥脚類のザルモクセス、マニラプトル類のバラウル、ブラディクネメ、エロプテリクス、翼竜のハツェゴプテリクスがいる。
椎骨が発見されているマジャーロサウルスの未定種も報告されている。この椎骨は白亜紀末期のセベシュ層から発見されたが、おそらくは Şard 層から浸食されてセベシュ層へ移動したものとされている。マジャーロサウルスとは太古のカメであるカロキボティオン、2つのシックルクローを持つ原鳥類のバラウル・ボンドック、アズダルコ科のエウラズダルコが共存していた。マジャーロサウルスと同様にテルマトサウルスとザルモクセスもまた島嶼矮化した属であることが組織学から証明されている。